# Villers-lès-Roye
Villers-lès-Roye är en kommun i departementet Somme i regionen Hauts-de-France i norra Frankrike. Kommunen ligger i kantonen Roye som tillhör arrondissementet Montdidier. År 2022 hade Villers-lès-Roye 281 invånare.

## Befolkningsutveckling
Antalet invånare i kommunen Villers-lès-Roye
| Referens: INSEE |